# Horst von Oetinger
Günther Horst Sylvester Ritter und Edler von Oetinger (Erfurt, 31. prosinca 1857. – Baden-Baden, 27. rujna 1928.) je bio njemački general i vojni zapovjednik. Tijekom Prvog svjetskog rata zapovijedao je 20. i 109. divizijom, te IX. korpusom na Zapadnom i Istočnom bojištu

## Vojna karijera
Horst von Oetinger rođen je 31. prosinca 1857. u Erfurtu. Sin je pruskog general bojnika Günthera von Oetingera i Franziske Klien. U prusku vojsku stupio je kao kadet u veljači 1877. služeći u 3. gardijskoj grenadirskoj pukovniji. U travnju 1881. postaje pobočnikom bojne u navedenoj pukovniji, da bi od listopada 1887. pohađao Prusku vojnu akademiju u Berlinu. Nakon završetka iste, u lipnju 1890. s činom poručnika kojeg je dostigao u ožujku 1888., vraća se na dužnost u 3. gardijsku grenadirsku pukovniju. Od travnja 1891. služi u Glavnom stožeru u Berlinu gdje službuje iduće dvije godine. Nakon što je u ožujku 1893. promaknut u satnika, u travnju te iste godine ponovno je na dužnosti u 3. gardijskoj grenadirskoj pukovniji gdje obnaša dužnost zapovjednika satnije. Potom služi u stožeru 1. pješačke divizije i V. korpusa, te u ožujku 1899. dostiže čin bojnika.
U listopadu 1902. dobiva zapovjedništvo bojne u 86. streljačkoj pukovniji, nakon čega od ožujka 1905. služi u stožeru V. korpusa smještenog u Posenu. U rujnu te iste godine unaprijeđen je u čin potpukovnika, da bi mjesec dana poslije, u listopadu, postao načelnikom stožera V. korpusa. Navedenu dužnost obnaša do travnja 1908. kada postaje zapovjednikom bojne u 4. gardijskoj grenadirskoj pukovniji. Idućeg mjeseca promaknut je u čin pukovnika, da bi u ožujku 1912. bio unaprijeđen u čin general bojnika kada postaje i zapovjednikom 55. pješačke brigade smještene u Karlsruheu.

## Prvi svjetski rat
Na početku Prvog svjetskog rata Oetinger zbog bolesti nije dobio zapovjedništvo na bojištu. Nakon što se oporavio, krajem kolovoza dodijeljeno mu je zapovjedništvo nad Landverskom divizijom koja je držala položaje u Liegeu. Navedenom divizijom zapovijeda svega mjesec dana jer krajem rujna postaje zapovjednikom 20. pješačke divizije koja je držala položaje na rijeci Aisnei. U siječnju 1915. promaknut je u čin general poručnika.
U travnju 1915. Oetinger je s 20. pješačkom divizijom premješten na Istočno bojište gdje u sastavu 11. armije sudjeluje u ofenzivi Gorlice-Tarnow. Krajem ljeta međutim, obolio je od kolere, te je morao napustiti mjesto zapovjednika divizije. Nakon što se oporavio, početkom studenog 1915., postaje zapovjednikom novoformirane 109. pješačke divizije koja je ušla u sastav Armije Njemen, kasnije 8. armije. Navedenom divizijom držao je položaje oko Jakobstadta sve do studenog 1916. kada je s divizijom premješten na Rumunjsko bojište. Oetinger je na navedenom bojištu sa 109. divizijom ušao u sastav 9. armije pod zapovjedništvom bivšeg načelnika Glavnog stožera Ericha von Falkenhayna, te uspješno sudjeluje u Bitci na Argesu.
U siječnju 1917. premješten je na Zapadno bojište gdje preuzima zapovjedništvo nad IX. korpusom zamijenivši na tom mjestu Ferdinanda von Quasta. S navedenim korpusom tijekom 1917. drži položaje na Hindenburgovoj liniji, i to najprije u sastavu 1., a nakon toga 2. armije. U siječnju 1918. IX. korpus ulazi u sastav novoformirane 18. armije, te Oetinger u njenom sastavu sudjeluje u Proljetnoj ofenzivi gdje potiskuje protivničke snage do Somme. Za navedeno je 26. ožujka 1918. odlikovan ordenom Pour le Mérite. Nakon što su saveznici preuzeli inicijativu u ljeto 1918., sudjeluje u obrambenim bitkama duž Hindenburgove linije, nakon čega je s IX. korpusom premješten u Lorenu u sastav 19. armije.

## Poslije rata
Nakon potpisivanja primirja Oetinger upravlja povlačenjem svoga IX. korpusa natrag u Njemačku. U siječnju 1919. na vlastiti zahtjev je umirovljen. Nakon umirovljenja, u listopadu 1919., dobio je počasni čin generala pješaštva.
Horst von Oetinger preminuo je 27. rujna 1928. godine u 71. godini života u Baden-Badenu.

## Vanjske poveznice
(eng.) Horst von Oetinger na stranici Prussianmachine.com

(njem.) Horst von Oetinger na stranici Deutschland14-18.de